# Vasicostella
Vasicostella es un género de foraminífero bentónico de la Subfamilia Oolininae, de la Familia Ellipsolagenidae, de la Superfamilia Polymorphinoidea, del Suborden Lagenina y del Orden Lagenida. Su especie-tipo es Lagena vulgaris var. helophoromarginata. Su rango cronoestratigráfico abarca desde el Pleistoceno hasta la Actualidad.

## Discusión
Clasificaciones previas incluían Vasicostella en la Superfamilia Nodosarioidea.

## Clasificación
Vasicostella incluye a las siguientes especies:
- Vasicostella cranimorpha
- Vasicostella gratiosa
- Vasicostella helophoromarginata
- Vasicostella inflatiperforata
- Vasicostella lecythella
- Vasicostella neocastrensis
- Vasicostella parvula
- Vasicostella prolatiperforata
- Vasicostella rara
- Vasicostella singulara
- Vasicostella spinulafunda
- Vasicostella squamosoalata